# Fuchsia thymifolia
Fuchsia thymifolia es una especie de arbusto de la familia de las onagráceas. Es originaria de México, en Michoacán. La subespecie típica tiene hojas más pequeñas, flores más grandes y se encuentra más al norte, desde Oaxaca hasta Sinaloa y Durango.

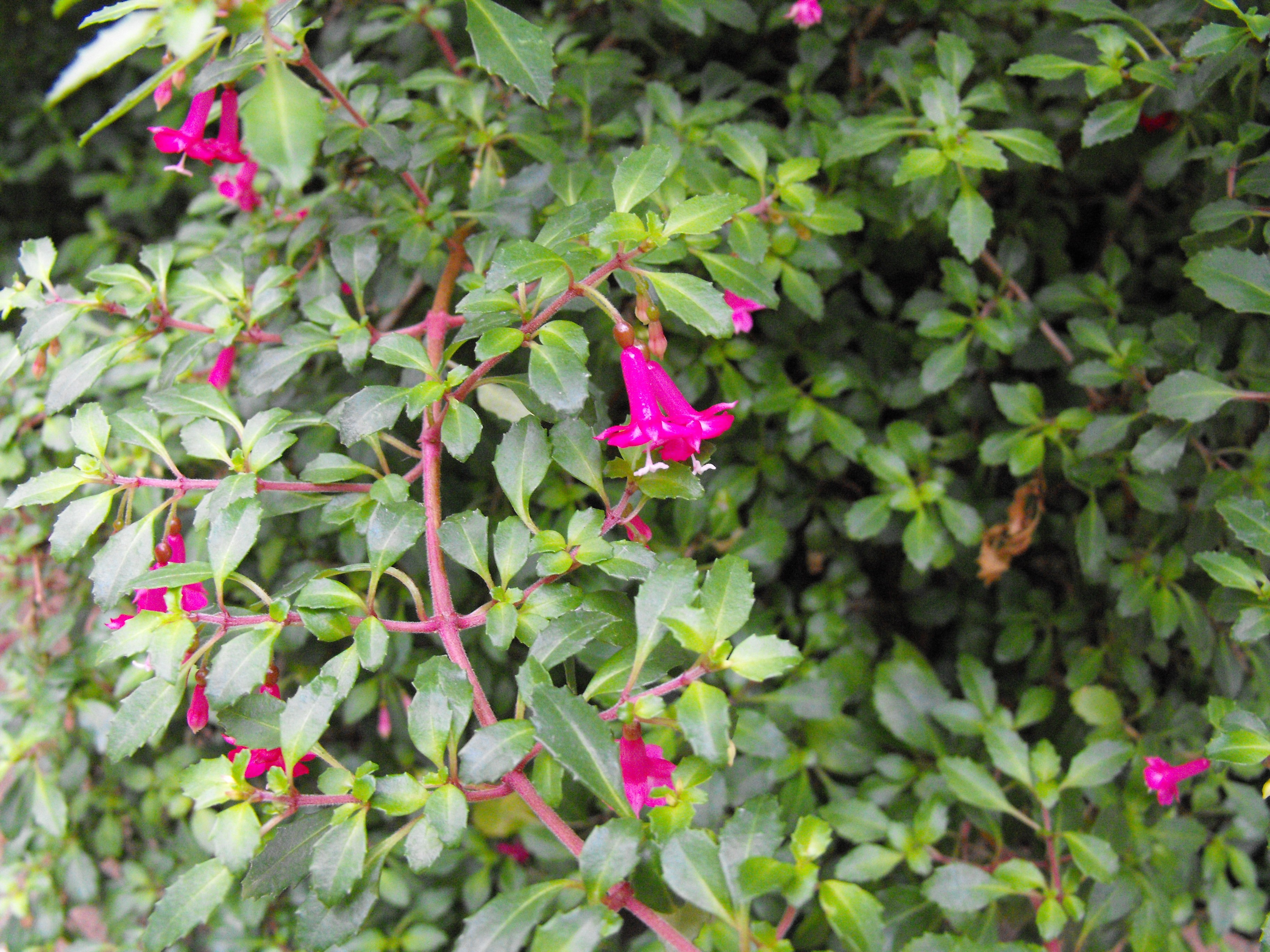
Vista de la planta

## Descripción
Es un arbusto que alcanza un tamaño de 1 a 1.5 m de altura. Las hojas son ovadas, de 1 a 5 cm de largo con borde entero. Las flores son blanco rosado y los frutos son una baya en forma de uva color púrpura.

## Distribución y hábitat
Originaria de México. Habita en clima templado entre los 2500 y los 3900 m s. n. m. Asociado a vegetación perturbada de pastizal, bosques de encino, de pino y mixto de pino-encino.

## Propiedades
En el Estado de México su uso medicinal incluye el tratamiento del algodoncillo, los granos en la boca (aftas) y el escorbuto, y en el Estado de Hidalgo se le utiliza para la diarrea. Como remedio se aconseja moler o masticar el fruto y la hoja para aplicarlo localmente, o tomar el cocimiento de la parte aérea. Otro uso que se le da es en casos de tos.

## Taxonomía
Fuchsia thymifolia fue descrita por Carl Sigismund Kunth y publicado en Nova Genera et Species Plantarum (quarto ed.) 6: 104, t. 535. 1823.
Etimología
Fuchsia: nombre genérico descrito por primera vez por Charles Plumier a finales del siglo XVII, y nombrada en honor del botánico alemán, Leonhart Fuchs (1501-1566).
thymifolia: epíteto latino que significa "con las hojas de Thymus".
Sinonimia
- Fuchsia pringlei B.L.Rob. & Seaton
- Fuchsia thymifolia subsp. thymifolia
- Lyciopsis thymifolia (Kunth) Spach
- Encliandra thymifolia Lilja
- Fuchsia colimae Munz
- Fuchsia pringlei B.L.Rob. & Seaton	[3]

## Nombre común
- En México: Aretillo de la virgen, aretillo de monte, perlilla, uña de gato.[1]